# Erannis legrasi
Erannis legrasi là một loài bướm đêm trong họ Geometridae.